# Canto delle dame

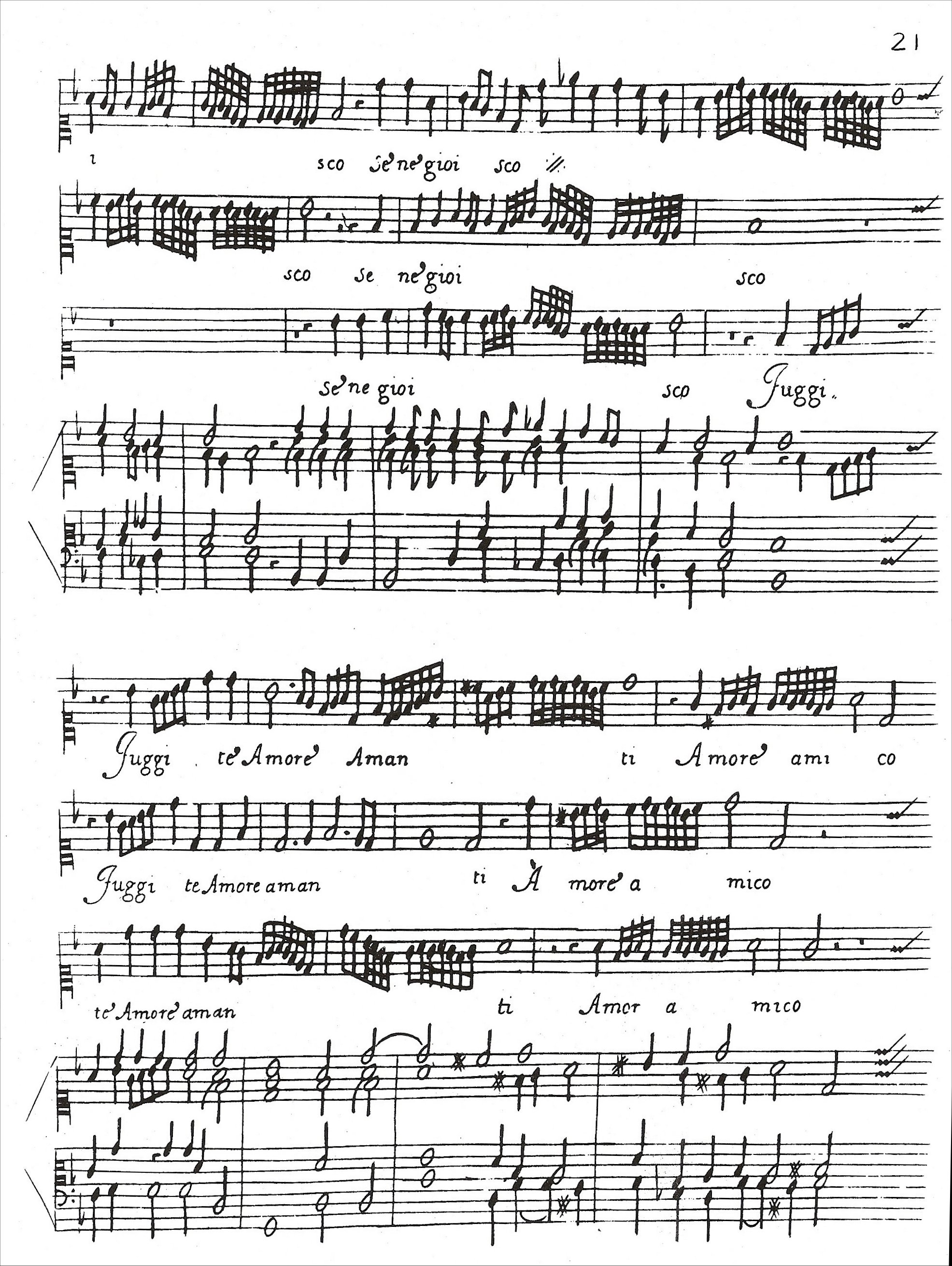
Seconda pagina dello spartito di O dolcezz'amarissime d'amore

Il concerto delle dame, definito anche canto delle dame o concerto delle donne, era un piccolo consesso di musiciste che eseguiva concerti presso la corte di Alfonso II d'Este  a Ferrara nel secondo Cinquecento. Oltre a essere rinomate virtuose nel canto, le dame erano abili suonatrici e in alcuni casi compositrici. Il 'concerto' fu attivo fino alla morte del duca nel 1597.
La formazione variò, ma la più famosa fu probabilmente quella della duchessa Margherita Gonzaga d'Este (moglie del duca), composta da Laura Peperara, Anna Guarini e Livia D’Arco.
La notorietà delle dame si diffuse in tutta la penisola italiana e altre formazioni analoghe, a imitazione di quella ferrarese, nacquero presso le corti dei Medici e degli Orsini. Le loro esecuzioni influirono sullo sviluppo del madrigale e della cosiddetta seconda pratica.

## Storia

### Formazione
Luzzasco Luzzaschi, maestro di Girolamo Frescobaldi e celebre compositore al servizio del duca estense, scrisse musica appositamente per le dame. Il gruppo originario era costituito da cantanti provenienti dall'ambiente di corte, scelti tra i più abili e dotati, come le sorelle Lucrezia e Isabella Bendidio, Leonora Sanvitale, Vittoria Bentivoglio-Cybo e il basso Giulio Cesare Brancaccio, che cantò nel 1577. Soltanto dopo i componenti vennero sostituiti da cantanti professionisti.
Dopo l'allontanamento di Brancaccio per insubordinazione nel 1583, non vennero più inseriti cantanti di sesso maschile. Del resto, anche prima dell'uscita di Brancaccio, il consesso era sempre indicato come concerto delle dame. Il nuovo gruppo femminile fu voluto da Alfonso con lo scopo di offrire uno svago colto e piacevole alla terza giovanissima moglie Margherita, sposata nel 1579, ma, come raccontano le cronache, il duca stesso era un fine intenditore e appassionato di musica.
Secondo Grana, un corrispondente contemporaneo, "la signora Machiavella [Lucrezia], la signora Isabella e la signora Vittoria hanno abbandonato il gruppo, avendo perso l'appoggio di Luzzaschi". Il primo concerto del nuovo gruppo, del quale si ha notizia certa, avvenne il 20 novembre 1580. Dal carnevale del 1581 i concerti ebbero luogo regolarmente.
Il concerto delle donne fu considerato un nuovo e straordinario fenomeno; molti testimoni non stabilirono una continuità fra questo nuovo gruppo e quello che aveva cantato in precedenza nei concerti della musica secreta. Oggi, comunque, il consesso originario è visto come elemento cruciale per la creazione e lo sviluppo del genere vocale e sociale del concerto delle donne.

### Componenti e caratteristiche
Le componenti principali del gruppo furono Laura Peverara (o Peperara), seguita da Livia d'Arco e Anna Guarini, figlia del prolifico poeta Giovanni Battista Guarini. Giovanni scrisse i versi per molti dei madrigali composti per le dame, e creò le coreografie per il balletto delle donne di Margherita Gonzaga d'Este.
Judith Tick ritiene che Tarquinia Molza cantasse con le altre dame, mentre Anthony Newcomb sostiene invece che essa operasse soltanto nella veste di istruttrice e consigliera. Comunque, la Molza venne estromessa dal suo incarico dopo la scoperta della sua relazione con il compositore Giaches de Wert nel 1589.
Luzzasco Luzzaschi compose e fece eseguire le musiche delle dame accompagnandole con il clavicembalo. Il maestro di cappella Ippolito Fiorini che sovraintendeva alle attività musicali della corte, accompagnava anch'egli il concerto con il liuto. Dal 1582 Vittorio Baldini, un editore di testi letterari che lavorava di fronte al castello estense, sembra che abbia intrapreso anche l'attività di editoria musicale, stampando per ordine del duca una raccolta di madrigali a cinque voci intitolata Il lauro secco, in cui alcuni madrigalisti di Ferrara e di altre città italiane rendevano omaggio alla bellezza e al virtuosismo di Laura Peverara. Baldini rimase stampatore ducale fino al 1597, anno della morte di Alfonso.
Le cantanti del secondo gruppo del concerto delle donne erano ufficialmente dame di compagnia della duchessa Margherita Gonzaga d'Este, ma venivano assunte principalmente per le loro attitudini vocali. L'abilità canora della Peverara indusse il duca a chiedere espressamente alla moglie Margherita di portare l'artista da Mantova come parte del suo seguito. Le nuove componenti del gruppo suonavano anche degli strumenti come il liuto, l'arpa e la viola, ma puntavano le loro energie nello sviluppo del virtuosismo vocale. Questa abilità era diventata molto apprezzata verso la metà del XVI secolo, a partire dai bassi come Brancaccio, ma verso la fine del secolo il canto virtuosistico dei bassi andò fuori moda, e divennero più apprezzate lei voci femminili come quelle dei soprano. I concerti avvenivano con la partecipazione del balletto delle donne, un gruppo di danzatrici che frequentemente indossavano abiti maschili. Nonostante la loro provenienza dalla classe superiore, le cantanti non sarebbero state accolte nella cerchia della corte se non fossero state delle interpreti così qualificate. La D'Arco apparteneva alla nobiltà, ma ad una nobiltà minore, la Peverara era figlia di un ricco mercante, e la Molza discendeva da una famiglia di famosi artisti.

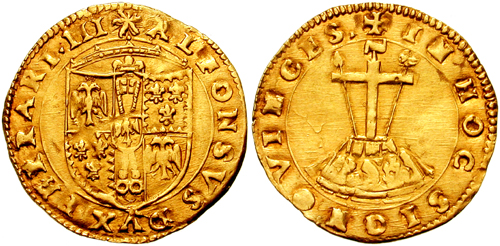
Le componenti del concerto delle donne venivano pagate in scudi d'oro. Coniati per la corte estense, erano circolanti negli stati papali.

Le donne cantavano fino a sei ore al giorno, a memoria, leggendo dallo spartito musicale o partecipando ai balletti come cantanti e danzatrici. Sebbene Thomasin LaMay sostenga che le componenti dei concerti delle donne si concedessero ai membri della corte, non vi è alcuna evidenza di ciò, e le circostanze dei loro matrimoni e delle loro doti fanno pensare che questa ipotesi non sia veritiera. Le donne erano pagate e godevano di altri benefici, come appartamenti nel palazzo ducale. La Peverara riceveva 300 scudi per anno ed era alloggiata nel palazzo ducale con suo marito e la madre, oltre ad aver ricevuto una dote di 10.000 scudi in occasione del suo matrimonio.
Alfonso II si sposò tre volte, nella speranza di avere un figlio, ma morì nel 1597 senza lasciare un erede diretto. Suo cugino Cesare ereditò il ducato, ma la città di Ferrara, che era legalmente una città papale, venne riannessa allo Stato Pontificio, nel 1598, a seguito di "azioni diplomatiche e pressioni" di papa Clemente VIII. La corte degli estensi dovette abbandonare Ferrara ed il concerto delle donne venne sciolto.

## Musica

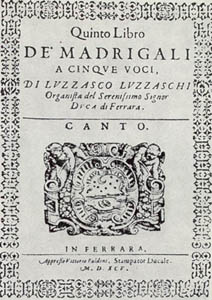
Luzzaschi's Quinto libro dei madrigali a cinque voci (Ferrara, 1595) edito da Vittorio Baldini con il patrocinio di Alfonso II d'Este.

La maggiore innovazione musicale del concerto delle donne fu la moltiplicazione degli ornamenti sulle voci, con una voce che cantava in diminuzione (divisioni melodiche di note lunghe) sull'accompagnamento strumentale e con due o tre voci che cantavano variando in diminuzione a loro volta. Questa tecnica, che gli ascoltatori trovavano importante, venne imitata da molti compositori come Carlo Gesualdo, Luca Marenzio e Claudio Monteverdi.
Questi compositori scrissero musica appositamente per il concerto delle donne. I loro lavori sono caratterizzati da una elevata tessitura, da uno stile florido e virtuosistico e da un'ampia estensione vocale Il terzo libro di madrigali di Lodovico Agostini fu probabilmente la prima pubblicazione interamente dedicata al nuovo stile canoro. Agostini dedicò canzoni a Guarini, Peverara e Luzzaschi. Gesualdo compose musiche per il gruppo nel 1594, mentre era a Ferrara per il matrimonio della nipote del Duca, Eleonora d'Este. Il Settimo Libro di madrigali a 5 di De Wert ed il Primo libro a 6 di Luca Marenzio furono i primi veri monumenti al concerto delle donne. Le Canzonette a tre voci Claudio Monteverdi furono probabilmente influenzate dalle "Dame di Ferrara". Anche se le uniche opere chiaramente destinate o ispirate al concerto delle donne erano opere per più voci acute ed esecuzione in diminuzione, in pratica i concerti tenuti dal concerto delle donne comprendevano opere secondo il vecchio stile dei madrigali solisti ornati con accompagnamento strumentale. La Peverara venne singolarmente lodata per la sua abilità in questo genere. Le opere scritte per il concerto delle donne non erano limitate alla sola musica: Torquato Tasso e G.B. Guarini scrissero dei poemi dedicati alle dame del concerto, alcuni dei quali vennero poi musicati da diversi compositori. Tasso scrisse più di settantacinque poemi soltanto per la Peverara.
Il Libro dei madrigali di Luzzaschi per uno, due e tre soprano con accompagnamento di clavicembalo, pubblicato nel 1601, comprendeva opere scritte negli anni 1580. Questa musica potrebbe essere stata omessa dalla pubblicazione al fine di mantenere la segretezza della  Musica Secreta di Alfonso. Newcomb considera questa pubblicazione il modello di stile musicale delle signore. Nel 1584, Alessandro Striggio, rispondendo ad una richiesta di Francesco I de' Medici, descrisse il gruppo e compose dei pezzi ad imitazione del loro stile affinché Francesco potesse creare un suo concerto delle donne. Striggio citò un madrigale ornato a quattro voci per tre soprani e un dialogo con diminuzioni imitative per due soprani. Egli aggiunse che aveva dimenticato l'intavolatura per il madrigale a Mantova, e rilevò che il cantante Giulio Caccini avrebbe potuto cantare la parte di basso su liuto o clavicembalo. Questo indica che i cantanti maschi probabilmente non furono più utilizzati dopo Brancaccio, e che gli accompagnamenti strumentali erano un mezzo comune e accettabile per la costruzione del contrappunto.
La produzione dello stampatore ducale, Baldini, consistette largamente in composizioni scritte espressamente per il concerto delle donne, comprese le opere dei maggiori madrigalisti: Luzzaschi, Gesualdo e Alfonso Fontanelli. La sua prima pubblicazione per il Duca fu Il lauro secco (1582), che venne seguita da Il lauro verde (1583), entrambe contenenti musiche di importanti compositori di Roma e del Nord Italia. Musiche in onore del concerto vennero stampate a Venezia, come il Primo libro a 5 di Paolo Virchi pubblicato da Giacomo Vincenti e da Ricciardo Amadino contenente il madrigale che inizia per SeGU'ARINAscer LAURA e prenda LARCO / Amor soave e dolce / Ch'ogni cor duro MOLCE. Le lettere maiuscole sono indicate nel manoscritto originale, chiaramente ad indicare il nome di Anna Guarini, Laura Peverara, Livia d'Arco e Tarquinia Molza.
Con l'ovvia eccezione di Brancaccio, tutte le cantanti del concerto erano soprani di sesso femminile; non è emerso che il complesso utilizzasse castrati o falsettisti che, invece, a partire dal XVII secolo diverranno le stelle del melodramma. Nel 1607, L'Orfeo di Monteverdi venne rappresentato da quattro castrati su nove personaggi, a riprova della diffusione nell'impiego di questi nuovi cantori. Anche Guglielmo Gonzaga, padre di Margherita, cercava eunuchi per cantare musica polifonica a corte. Secondo la prassi dell'epoca, spesso le parti polifoniche venivano diminuite e arricchite con ornamentazioni, spesso estemporanee.
Comunque, per coordinare le voci, i cantanti trascrivevano la musica durante le prove, trasformando queste improvvisazioni in sviluppi musicali di alto virtuosismo che venivano poi imitati dai compositori. I cantanti potevano aver utilizzato la pratica più tradizionale nel loro repertorio da solista, esibendo gli ornamenti estemporaneamente. Specifici ornamenti utilizzati nel concerto delle donne, sono menzionati in una fonte del 1581, a dimostrazione della popolarità di questi passaggi (divisione di note lunghe in più brevi), cadenze (decorazione delle penultime note, talvolta molto elaborate) e tirate (veloci scale). Gli accenti (unione di due note lunghe, usando ritmi puntati), alla base della prima musica barocca, erano assenti dalla lista. Nel 1592 Caccini sostenne che Alfonso II gli chiese di insegnare alle dame accenti e passaggi.

### Stili

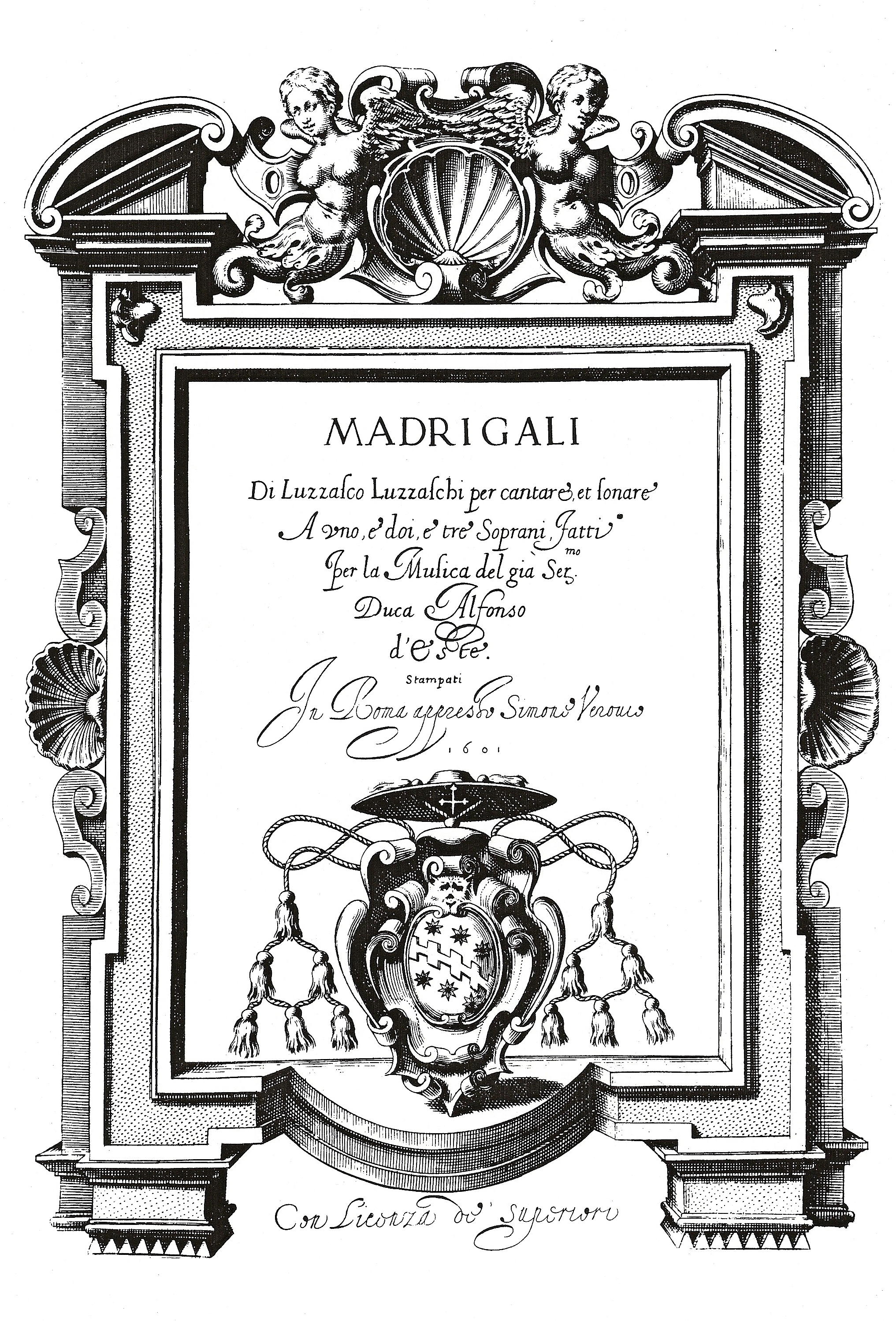
Copertina dell'opera di Luzzaschi, Madrigali a uno, e'doi, e'tre' soprani, per i tipi di Verovi e l'imprimatur di Alfonso.

Esistono due diversi stili di madrigali scritti e/o ispirati al concerto delle donne. Il primo è il "lussureggiante" stile degli anni 1580. Il secondo è nello stile della seconda pratica, scritto negli anni 1590. Luzzaschi compose musica in entrambi gli stili. Lo stile del primo periodo, come esemplificato nelle opere di Luzzaschi, prevede l'utilizzo di testi scritti da poeti del ferrarese, come Tasso e G.B. Guarini. Questi poemi tendono ad essere brevi e arguti con sezioni singole. Musicalmente, le opere di Luzzaschi sono molto selettive e basate su temi melodici, piuttosto che su strutture armoniche. Luzzaschi riduce l'effetto di sezionamento delle sue tecniche compositive indebolendo le cadenze. La sua tendenza a reiterare melodie a voci diverse, tra cui la voce di basso, porta a creazioni tonali che a volte sono sconcertanti. Questi aspetti del fare musica molto più polifonica, da parte di Luzzaschi, rispetto alle ultime composizioni di Monteverdi, sono quindi più conservatori; tuttavia, l'uso da parte di Luzzaschi di bruschi salti melodici e armonici dissonanti sono individualistici. Queste dissonanze, che contrastano nettamente con il trattamento accurato della dissonanza durante la maggior parte del XVI secolo, sono strettamente connesse con i madrigali polifonici ornati del concerto delle donne. Giovanni Maria Artusi, nel suo dialogo socratico, difende Monteverdi collegando il trattamento casuale della dissonanza con il canto ornamentale.

### Esecuzione
Il concerto delle donne trasformò la musica secreta. In precedenza, il pubblico diveniva esecutore, e gli esecutori divenivano membri del pubblico. Durante l'ascesa del concerto delle donne i ruoli all'interno della musica secreta si fissarono, dando vita al gruppo di coloro che si esibivano per il piacere del Duca ogni notte.
Le élite, accuratamente selezionate dei membri della corte ammessi agli spettacoli del concerto delle donne, richiesero svaghi e divertimenti al di là del piacere della sola bella musica. Durante i concerti, il pubblico a volte giocava a carte. Orazio Urbani, ambasciatore del Granduca di Toscana, dopo aver aspettato anni per assistere al concerto, si lamentò non solo di essere stato costretto a giocare a carte, distraendosi così dall'esibizione, ma anche contemporaneamente di dover ammirare e lodare la musica delle donne col mecenate Alfonso. Dopo ogni concerto, si continuava con lo spettacolo di danze di una coppia di nani. Alfonso non era interessato a questi intrattenimenti accessori, e in un'occasione si scusò con gli astanti ed andò a sedere sotto un albero ad ascoltare le donne, e proseguire con l'ascolto dei testi dei madrigali e della musica, tra abbellimenti, che erano messi a disposizione degli ascoltatori.

## Influenza
Il concerto delle donne costituì un rivoluzionario rivolgimento musicale che contribuì a realizzare un cambiamento nel ruolo delle donne nella musica. Il suo successo portò il ruolo delle donne dall'oscurità "all'apice della professione". Le donne vennero apertamente portate nelle corti per formarsi come musiciste professioniste, e dal 1600, poterono avere una propria carriera di musicista, indipendentemente dal marito o dal padre. Nuovi gruppi femminili, ispirati al concerto delle donne fecero aumentare i ruoli per le cantanti professioniste e comporre più musica da cantare.
Nonostante la fine della corte degli estensi nel 1597, lo stile musicale ispirato dal concerto delle donne si diffuse in tutta Europa e rimase prevalente per almeno altri cinquant'anni. Il concerto delle donne fu così influente e spesso imitato, che divenne una caratteristica delle corti del nord Italia. Il concerto portò ad Alfonso ed alla sua corte prestigio internazionale, poiché la reputazione delle dame si diffuse per tutta l'Italia e nel sud della Germania. Essa funzionò come un potente strumento di propaganda e di proiezione di un'immagine di forza e benessere.
Dopo aver visto il concerto delle donne a Ferrara, Caccini creò un gruppo rivale composto dalla sua famiglia e un suo allievo. Questo ensemble venne sponsorizzato dalla famiglia Medici e viaggiò all'estero ed a Parigi dove si esibì davanti a Maria de' Medici Francesca Caccini ebbe molto successo componendo e cantando nello stile del concerto delle donne. Ad iniziare dal 1585, vennero creati dei gruppi rivali a Firenze dai Medici, a Roma dagli Orsini ed a Mantova dai Gonzaga. C'era anche un gruppo rivale a Ferrara con sede nel Castello Estense, lo stesso palazzo dove si esibiva il concerto delle donne. Questo gruppo venne formato dalla sorella di Alfonso Lucrezia d'Este, duchessa di Urbino. Aveva vissuto alla corte estense dal 1576, e poco dopo il matrimonio di Alfonso con Margherita, nel 1579, Alfonso e i suoi scagnozzi uccisero il suo amante. Lucrezia fu contrariata dall'essere sostituita come padrona di casa da Margherita, e sconvolta per l'uccisione del suo amante, desiderò essere separata dal resto della sua famiglia durante gli intrattenimenti serali.
Barbara Strozzi fu tra gli ultimi esecutori e compositori di questo stile, che dalla metà del XVII secolo venne considerato arcaico.